# Ameerega yungicola
Espèce
Synonymes
- Epipedobates yungicola Lötters, Schmitz & Reichle, 2005

Statut de conservation UICN

 LC  : Préoccupation mineure
Statut CITES
Ameerega yungicola est une espèce d'amphibiens de la famille des Dendrobatidae.

## Répartition
Cette espèce est endémique de la province de Caranavi dans le département de La Paz en Bolivie. Elle se rencontre de 600 à 1 450 m d'altitude.

## Étymologie
Son nom d'espèce formé à partir de yungi, en référence aux Yungas, et du latincolus, « habitat », lui a été donné en référence à son aire de répartition.

## Publication originale
- Lötters, Schmitz & Reichle, 2005 : A new cryptic species of poison frog from the Bolivian Yungas (Anura : Dendrobatidae : Epipedobates). Herpetozoa, vol. 18, no 3/4, p. 115-124 (texte intégral).